# Ngaio Marsh
Ngaio Marsh (Merivale (Nueva Zelanda), 23 de abril de 1895 - Christchurch (Nueva Zelanda), 18 de febrero de 1982) fue una escritora y directora de teatro neozelandesa.

## Biografía
Marsh fue educada en el St Margaret's College en Christchurch. Posteriormente, estudió pintura en la University of Canterbury, antes de unirse a la compañía teatral de Allan Wilkie como actriz. A partir de 1928, Marsh dividió su tiempo viviendo en el Reino Unido y en Nueva Zelanda. En 1966 fue nombrada dama comendadora de la Orden del Imperio Británico.
Marsh es conocida internacionalmente por sus 32 novelas de detectives publicadas entre 1934 y 1982. Junto a Agatha Christie, Margery Allingham y Dorothy L. Sayers, es considerada una de las cuatro "Reinas del Crimen", las escritoras británicas que dominaron el género de novela negra durante la Era Dorada del género durante los años 1920 y los años 1930.
Sus novelas están protagonizadas por el detective Roderick Alleyn. Asimismo, las novelas de Marsh incluyen varios de los intereses de la autora como el teatro y la pintura. Por ejemplo, Alleyn se casó con una pintora, Agatha Troy, a quien conoce durante una investigación (Artists in Crime) y quien aparece en varias de las novelas. La mayoría de las novelas están ambientadas en Inglaterra, con la excepción de cuatro que se ambientan en Nueva Zelanda.
En Nueva Zelanda, Marsh es recordada por su trabajo en el teatro. En 1942, produjo una versión moderna de Hamlet para la University of Canterbury Drama Society. En 1944, la obra, junto a una producción de Otelo, realizó una gira por Nueva Zelanda, la cual fue aclamada por la crítica. En 1949, con la asistencia de Dan O'Connor, realizó una gira a Australia con una producción de Otelo y de Seis personajes en busca de autor. Durante los años 1950, Marsh trabajó con los New Zealand Players, un proyecto que intentaba crear una compañía de teatro nacional.
Marsh nunca se casó ni tuvo hijos. En 1965 publicó una autobiografía titulada Black Beech & Honeydew. Marsh murió en Christchurch en 1982, a los 86 años.

## Obras

### Novelas
- Light Thickens (1982)
- Photo Finish (1980)
- Grave Mistake (1978)
- Last Ditch (1977)
- Black As He's Painted (1974)
- Tied Up in Tinsel (1972)
- When in Rome (1970)
- Clutch of Constables (1968)
- Death at the Dolphin (1967)
- Dead Water (1964)
- Hand in Glove (1962)
- False Scent (1960)
- Singing in the Shrouds (1959)
- Off With His Head (1957)
- Scales of Justice (1955)
- the death of a clow (1980)
- Spinsters in Jeopardy (1954)
- Opening Night (1951)
- Swing Brother Swing (1949)
- Final Curtain (1947)
- Died in the Wool (1945)
- Colour Scheme (1943)
- Death and the Dancing Footman (1942)
- Surfeit of Lampreys (1941)
- Death at the Bar (1940)
- Overture to Death (1939)
- Death in a White Tie (1938)
- Artists in Crime (1938)
- Vintage Murder (1937)
- Death in Ecstasy (1936)
- The Nursing Home Murder (1935)
- Enter a Murderer (1935)
- A Man Lay Dead (1934)

### Cuentos
- Chapter and Verse: The Little Copplestone Mystery (1974)
- My Poor Boy (1959)
- I Can Find My Way Out (1946)
- Moonshine (1936)
- Death on the Air (1936)

### No ficción
- Singing Land (1974)
- New Zealand (1968)
- Black Beech and Honeydew (1965)